# Фулекс
Фулекс (фр. Fouleix) насеље је и општина у југозападној Француској у региону Аквитанија, у департману Дордоња која припада префектури Периже.
По подацима из 2011. године у општини је живело 224 становника, а густина насељености је износила 20,48 становника/km². Општина се простире на површини од 10,94 km². Налази се на средњој надморској висини од 181 метар (максималној 216 m, а минималној 90 m).

## Демографија
| 1962. | 1968. | 1975. | 1982. | 1990. | 1999. | 2011. |
| ----- | ----- | ----- | ----- | ----- | ----- | ----- |
| 202   | 209   | 188   | 172   | 186   | 204   | 224   |

График промене броја становника у току последњих година